# Symphonie no 34 de Michael Haydn
Pour les articles homonymes, voir Symphonie no 34.
La Symphonie no 34 en mi bémol majeur, Perger 26, Sherman 34, MH 473, est une symphonie de Michael Haydn, composée en 1788 à Salzbourg.

## Analyse de l'œuvre
Elle comporte trois mouvements:
1. Allegro con brio
2. Adagietto, en si bémol majeur
3. Fugato Allegro

Durée de l'interprétation : environ 8 minutes.

## Instrumentation
La symphonie est écrite pour deux hautbois, deux bassons, deux cors, cordes.